# Resursmatris
En resursmatris är ett underlag som används för att utvärdera hur resurser används. En resursmatris kan användas för att belysa belastade områden och underlätta i planeringen av kommande arbeten och resursbehov.
En resursmatris för arbetstid beaktar vilka områden personalen arbetar med samt hur arbetstiden fördelas över de olika arbetsområdena. En personalbaserad resursmatris kan användas för att se personalens arbetsbelastning, vilka områden som saknar resurser samt vilka områden som är överrepresenterade.